# 조니 제임스
조니 제임스(Joni James, 1930년 9월 22일 ~ 2022년 2월 20일)는 미국의 가수이다. 
시카고에서 태어났다. 어릴 때에는 발레리나를 지망했으나, 주위의 권유로 가수로 전향하였다. 1951년에 조니 레이의 텔레비전 쇼에 출연하여 호평을 받았으며, MGM의 전속 모델이 되었다. 이후 《왜 믿지 못해요?》등의 히트곡을 냈으며, 레퍼토리도 폭이 매우 넓으나 대한민국 내에서는 별로 알려져 있지 않다. 남편은 지휘자인 아쿠어비버이다. 《조니 제임스의 전부》, 《해피 보이스》 등으로 유명하다.

## 참고 문헌
- 이 문서에는 다음커뮤니케이션(현 카카오)에서 GFDL 또는 CC-SA 라이선스로 배포한 글로벌 세계대백과사전의 내용을 기초로 작성된 글이 포함되어 있습니다.